# Julio Ciges Marín
Julio Ciges Marín (Anna, 12 de febrero de 1947 - Valencia, 16 de diciembre de 2022) fue un sacerdote valenciano, referente para la comunidad creyente y el mundo del compromiso social

## Biografía
Nació en Anna, pueblo de la archidiócesis de Valencia. Cursó los estudios eclesiásticos en el Seminario Metropolitano de Valencia y fue ordenado sacerdote en Valencia en 1973. De carácter progresista, Ciges estaba vinculado al Grup del Dissabte y al Forum Cristianisme i Món d'avui .
Su primer destino fue en 1973 como vicario parroquial de San Marcelino de Valencia, cargo que desempeñó hasta 1985. En el barrio impulsó la creación de la Cooperativa de Consumidores "La Nostra", formando parte de la Junta; cooperativa que años más tarde fue absorbida por Consum, s. coop. v. Se implicó en la Asociación de Vecinos del barrio y logró la remodelación del PERI (Plan Integral de Reforma Interior) del barrio, herramienta urbanística que condicionó favorablemente su posterior configuración y transformación. También creó el G.R. E.A.L. (Grupo de Educación en el Aire Libre), animó la creación del Club Juvenil
En 1985 fue nombrado párroco de la parroquia de San Ramón y San Vicente Ferrer, de Chirivella. En 1994 regresó a Valencia al ser designado párroco de la parroquia de María Inmaculada (Vera-Carrasca) de La Malvarrosa
Licenciado en Psicología, por la Universidad de Valencia también ha sido consiliario en los movimientos apostólicos de la Hermandades Obreras de Acción Católica (HOAC) y la Juventud Obrera Cristiana (JOC)
Una de las primeras cosas que hizo al tomar posesión como párroco en la Malvarrosa, fue darse de alta como socio de la asociación de vecinos del barrio, donde se implicó activamente en defender sus causas y acompañó al Movimiento 15M como motor de cambio para la juventud. También destacó por su apoyo a los emigrantes y a las personas sin recursos
Fue la primera persona a la que visitó Enric Benavent al ser elegido Arzobispo de Valencia, poco antes de su muerte. Fue el obispo quien presidió la misa exequial en su funeral.

## Reconocimientos
La asociación de Vecinos de San Marcelino le hizo una cena homenaje el 15 de noviembre de 2019
Fue distinguido por las entidades de La Malvarrosa en junio de 2020 en la segunda edición de las " Distinciones Malvarrosa " con un reconocimiento de la aportación de Julio por la construcción de un barrio digno
El 6 de diciembre de 2022 su pueblo natal, Anna, le rindió un homenaje y le puso su nombre a una calle junto a la iglesia parroquial del pueblo.
La comunidad religiosa de la parroquia María Inmaculada de Vera de Valencia también le hizo un homenaje destacando su labor como "pastor de todos los vecinos del barrio de la Malvarrosa sin exclusión".
El Ayuntamiento de València, en abril de 2023,  le dedicó la plaza peatonal ubicada entre la calle de Sant Marcel·lí y la calle del Arzobispo Olaechea. La iniciativa  fue propuesta  por la Asociación de Vecinos y Vecinas de Sant Marcel·lí y cuenta también con el apoyo de la Asociación vecinal de la Malvarosa, el Arzobispado de Valencia y varias entidades del barrio de Sant Marcel·lí. La plaza fue inaugurada el jueves 22 de septiembre de 2023.
El mismo día, la Asociación Vecinal de Sant Marcel·lí hizo coincidir la colocación de la placa con la organización de un homenaje póstumo, dentro de las fiestas populares del barrio, al que asistieron concejales del Ayuntamiento de Valencia y directivos de la Federación de Asociaciones de Vecinos de Valencia ciudad.
El Ayuntamiento de Valencia lo nombró hijo adoptivo de la ciudad a título póstumo el 9 de octubre de 2023.

## Obras
Julio es autor de muchos escritos a lo largo de su vida sacerdotal.
El primer libro que publicó en diciembre de 2020 fue ' La experiencia cristiana. Encuentro seguimiento y compromiso'. con prólogo de Ximo Garcia Roca Destaca la necesidad de recuperar la espiritualidad cristiana (la vivencia del Evangelio) ante la inhumanidad del sistema en el que vivimos (con tantas carencias y desigualdades).
En 2022 publicó 'Iglesia y Misión. Protagonismo del Pueblo de Dios y compromiso por la justicia' donde refleja su contribución a la preparación del Sínodo 2023.